# 長野県道447号大平山松葉線

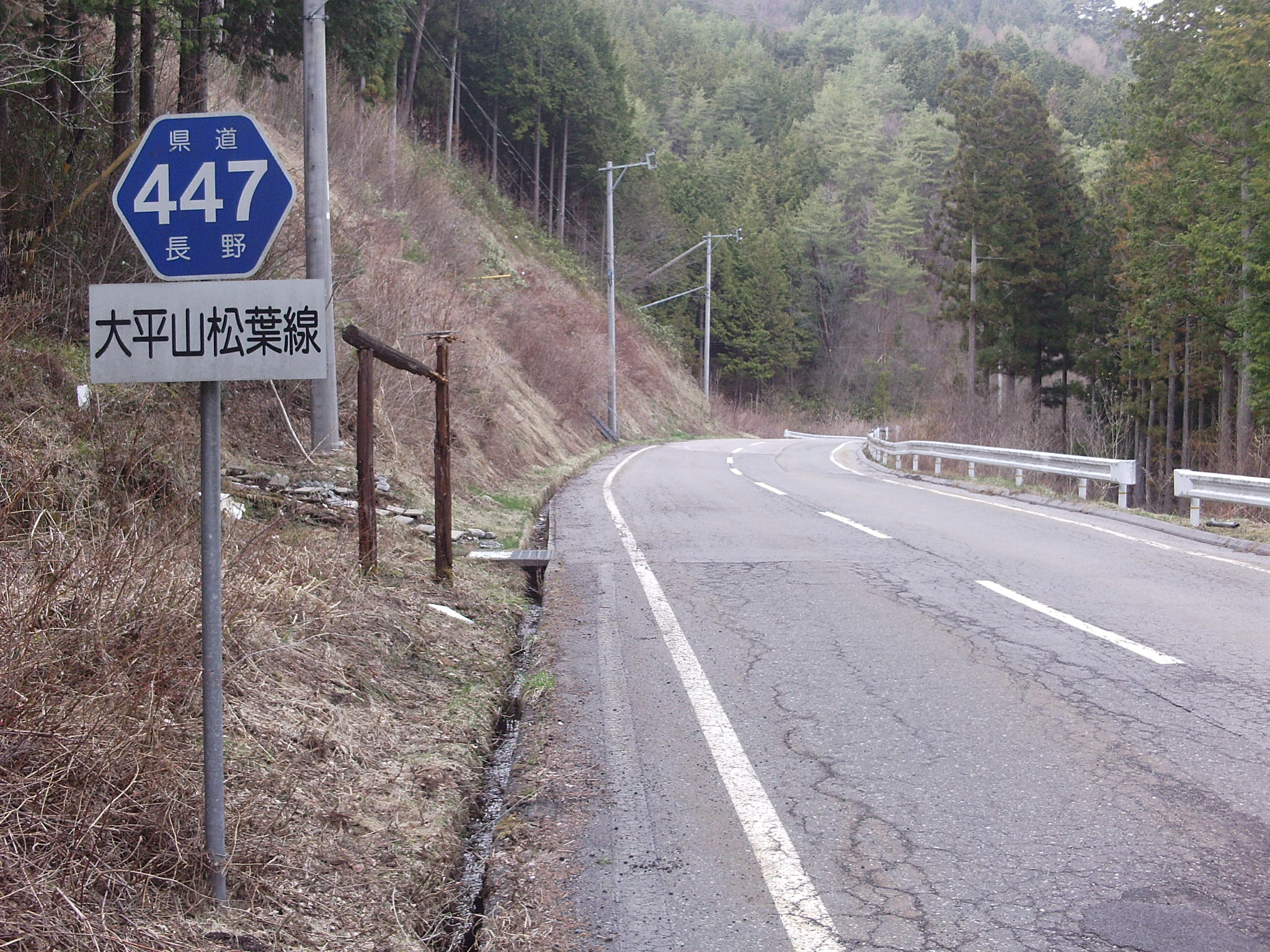
新野峠の頂上を少し下りた場所が起点。国道151号バイパス開通で県道74号となった遠州街道のT字路から入ってすぐの県道標識。

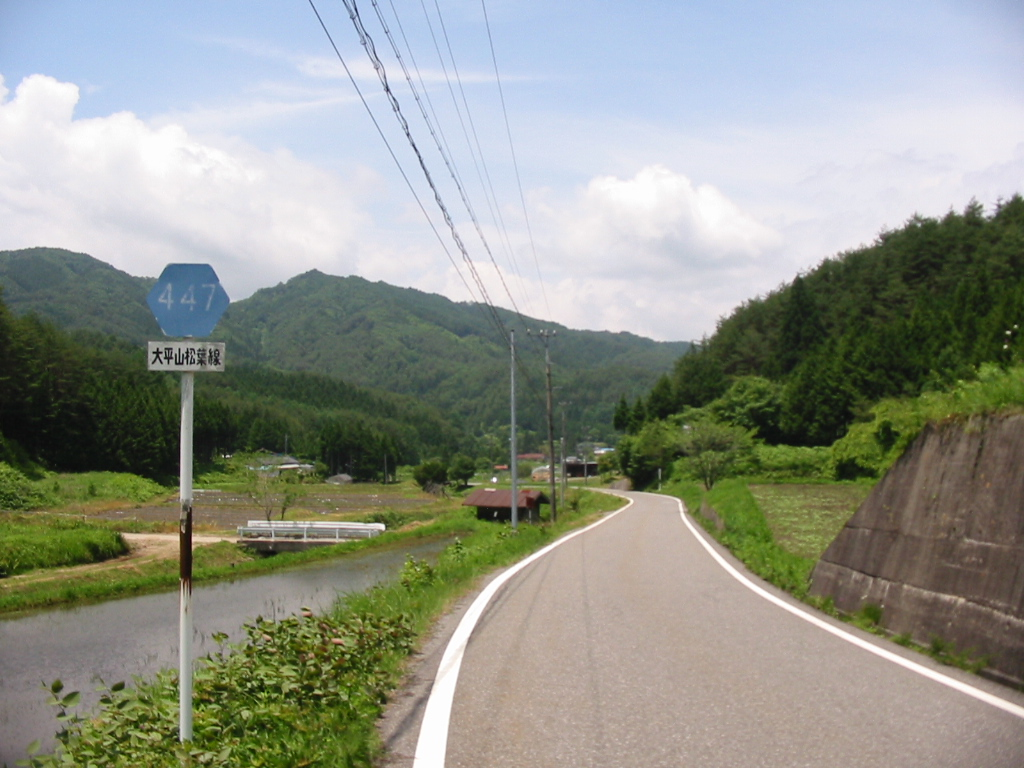
売木村内

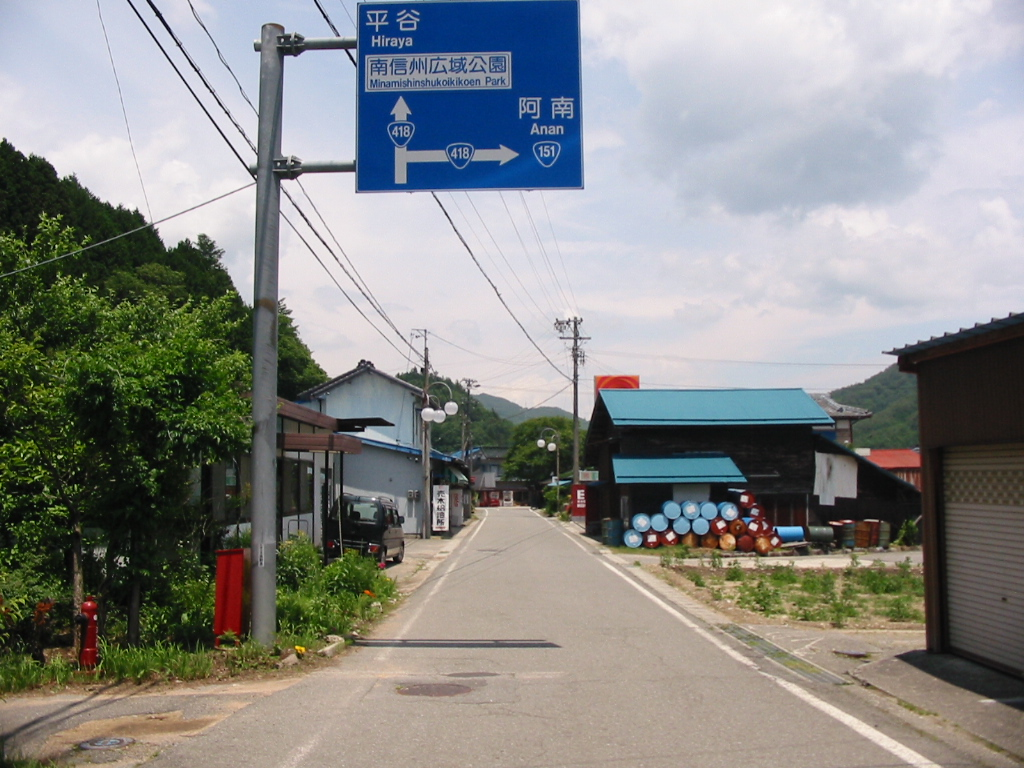
旧・国道418号交点（終点）付近。現在国道はバイパスに一本化され旧道は認定解除。

長野県道447号大平山松葉線（ながのけんどう447ごう おおだいらやままつばせん）は、長野県下伊那郡売木村内を通る一般県道。

## 概要

### 路線データ
- 起点：下伊那郡売木村南部第一（長野県道・愛知県道74号阿南東栄線交点）
- 終点：下伊那郡売木村中央（国道418号旧道交点）
- 総距離：約5.0km

## 通過する自治体
- 下伊那郡
  - 売木村

## 沿革
- 1974年（昭和49年）7月29日：認定
- 2016年（平成28年）11月7日：国道151号新野峠バイパス開通に伴い、起点で接続する道路が国道151号から県道74号に変更

## 交差・接続する道路
- 長野県道・愛知県道74号阿南東栄線（下伊那郡売木村南部第一：起点-国道151号旧道の一部、遠州街道・祭り街道）
- 旧国道418号（下伊那郡売木村中央：終点-現在国道認定解除、売木辻）

## 周辺
- 南部一公民館
- 宝蔵寺